# Tovomita foldatsii
Tovomita foldatsii là một loài thực vật có hoa trong họ Bứa. Loài này được Cuello miêu tả khoa học đầu tiên năm 1999.